# Natrix maura
Natrix maura е вид змия от семейство Смокообразни (Colubridae). Видът не е застрашен от изчезване.

## Разпространение
Разпространен е в Алжир, Испания, Италия, Либия, Мароко, Португалия, Тунис, Франция и Швейцария.

## Описание
Популацията на вида е намаляваща.